# 布罗塔斯-迪马卡乌巴斯
布罗塔斯-迪马卡乌巴斯（葡萄牙語：Brotas de Macaúbas）是巴西巴伊亚州的一个市镇。总面积2372.644平方公里，总人口11272人，人口密度4.8人/平方公里。